# U-ka saegusa IN db FILM COLLECTION VOL.3
『U-ka saegusa IN db FILM COLLECTION VOL.3』（ユーカ・サエグサ・イン・デシベル・フィルム・コレクション・ボリュームスリー）は、三枝夕夏 IN dbの3作目のミュージック・ビデオ。

## 内容
- トラック9から13までは愛内里菜主催ライブ「里菜♥祭り2007 in 大阪城野外音楽堂」で演奏したものを収録。

## 収録曲
- PROMOTION VIDEO

1. 君の愛に包まれて痛い
2. 愛のワナ
3. Fall in Love
4. Everybody Jump
5. 太陽
6. 雲に乗って
7. 明日は明日の風の中......夢の中
8. 雪どけのあの川の流れのように

- LIVE SPOT from RINA MATSURI 2007

1. 君のハートに胸キュン②
2. 君の愛に包まれて痛い
3. Shocking Blue
4. ココロが止まらない（原曲：JEWELRY）
5. Smile & Tears

- CM COLLECTION